# Arfak-Streifenbeutler
Der Arfak-Streifenbeutler (Dactylopsila kamburayai) ist eine im Arfakgebirge auf der Halbinsel Vogelkop im Westen von Neuguinea vorkommende Art der Gleitbeutler (Petauridae).

## Merkmale
Für die Erstbeschreibung des Arfak-Streifenbeutler wurden Knochenreste verwendet, die in einer Höhle gefunden wurden. Der Holotyp ist ein teilweise erhaltener rechter Unterkiefer mit einem Schneidezahn und einem Backenzahn sowie den Wurzeln von drei weiteren Backenzähnen. Weitere für die Erstbeschreibung untersuchte Knochen waren weitere Unterkieferfragmente mit teilweise erhaltener Bezahnung, der distale Teil des rechten Humerus und ein Fragment des rechten Darmbeins. Daher liegen weder Angaben zu den Körpermaßen noch zum Gewicht oder genauere Angaben zur Fellfarbe vor. Alle Streifenbeutler haben ein weißliches bis hellgraues Fell mit drei dunkelbraunen bis schwarzen Streifen auf dem Rücken. Wie der Langfinger-Streifenbeutler hat der Arfak-Streifenbeutler einen verlängerten vierten Finger am Vorderfuß, ist aber kleiner als dieser. Von allen anderen Streifenbeutlern unterscheidet sich der Arfak-Streifenbeutler durch die kleineren Backenzähne und die kurze Schnauze.

## Lebensraum und Lebensweise
Der Arfak-Streifenbeutler kommt im Arfakgebirge unterhalb des Lebensraums des Langfinger-Streifenbeutlers vor und teilt seinen Lebensraum mit dem Großen Streifenbeutler (Dactylopsila trivirgata). Über die Verhaltensweisen und die Fortpflanzung ist nichts bekannt. Wahrscheinlich ernährt sich die Art vor allem von größeren, in morschem Holz bohrenden Insektenlarven.

## Gefährdung
Die IUCN listet den Arfak-Streifenbeutler nicht. Bisher gibt es sehr wenige Sichtungen der Art.

## Belege
1. 1 2 3  Stephen Jackson: Family Petauridae (Striped Possums, Leadbeater's Possum and Lesser Gliders). S. 559 in Don E. Wilson, Russell A. Mittermeier: Handbook of the Mammals of the World – Volume 5. Monotremes and Marsupials. Lynx Editions, 2015, ISBN 978-84-96553-99-6
2. ↑  Aplin, K.P., Pasveer, J.M. & Boles, W.E. 1999. Late Quaternary vertebrates from the Bird's Head Peninsula, Irian Jaya, Indonesia, including descriptions of two previously unknown marsupial species. Records of the Western Australian Museum Suppl. 57:373-379.